# Lucas Lóh
Lucas Eduardo Lóh (Toledo, 18 de janeiro de 1991) é um voleibolista indoor brasileiro, atuante na posição de Ponta, que foi medalha de ouro servindo a seleção brasileira no Campeonato Sul-Americano Juvenil de 2010, no Chile, e participou da edição do Campeonato Mundial nesta categoria no ano de 2011, no Brasil. Em clubes, foi medalhista de prata do Campeonato Sul-Americano de Clubes de 2013, no Brasil, e semifinalista da Copa CEV de 2015. Pela seleção de novos, conquistou o ouro na Copa Pan-Americana, no México, em 2013 e no mesmo ano pela seleção sub-23 conquistou a medalha de ouro no Campeonato Mundial, no Brasil.

## Carreira
Aos 7 anos de idade já tinha os primeiros contatos com o voleibol, quando estudava no Colégio La Salle, depois trocou o vôlei pelo futebol.Chegou uma etapa de sua vida que o incentivo dos pais foi fundamental, pois, ora ele queria jogar futebol, ora estudar e os pais o faziam treinar voleibol.
Com 15 anos de idade Lucas disputou torneios municipais em Toledo,com 16 anos  saiu do La Salle e entrou na escolinha da Prefeitura Municipal de Toledo no Hugo Zeni com  o técnico Valter jogando por um ano representando a equipe do  Toledo,  mas revelou-se na Federação Paranaense de Voleibol quando participou dos treinamentos pela Seleção Paranaense em Medianeira cujo técnico era o Volmir conhecido como “Magrão”, este também técnico da Seleção Paranaense e o convocou para este selecionado  na categoria infanto-juvenil sagrando-se campeão do Campeonato Brasileiro de Seleções em 2008.
Migrou para cidade de São Caetano do Sul e por indicação de um amigo participou da peneira do Santander/São Bernardo  sendo aprovado em 2007, ingressando no clube na temporada 2008-09, e em 2008 foi campeão Paulista  na categoria infanto-juvenil e neste mesmo ano recebe sua primeira convocação para Seleção Brasileira em preparação para as competições da categoria infanto-juvenil.No ano seguinte também foi convocado para seleção para treinar na mesma categoria, mas não foi cortado para  o Campeonato Mundial Infanto-Juvenil desse ano.Ainda em 2009 foi campeão da Copa Joinville e foi eleito o Melhor Atacante e Melhor Jogador da edição e também pelo time de São Bernardo foi vice-campeão paulista na categoria infanto-juvenil e obteve o título na competição pela categoria juvenil.
Em sua segunda temporada pelo  disputou sua primeira Superliga Brasileira A na edição do período  2009-10 encerrando na sexta posição.Recebeu nova convocação para Seleção Brasileira, desta vez para representá-la no Campeonato Sul-Americano Juvenil de 2010 , este sediado em Santiago-Chile, ocasião que obteve a medalha de ouro.Foi contratado na temporada 2010-11 para compor o Sada Cruzeiro  conquistando o seu primeiro título do Campeonato Mineiro em 2010 na categoria adulto e foi vice-campeão pela categoria juvenil e outro no Torneio Internacional UC Irvine no mesmo ano, e pela Superliga Brasileira A referente ao período esportivo citado , chega a sua primeira grande final  e encerra com vice-campeonato.
Em 2011 representou a Seleção Brasileira no Campeonato Mundial de 2011 realizado nas cidades brasileiras de:  Rio de Janeiro e Niterói, convocado pelo técnico Leonardo de Carvalho  nesta participação vestiu a camisa#18 e terminou na quinta posição, nas estatísticas foi o décimo segundo entre os maiores pontuadores, o décimo quarto entre os melhores atacantes,ocupou também a trigésima sexta posição entre os melhores bloqueadores, apareceu no vigésimo quinto lugar entres os atletas com melhor desempenho no saque, seu melhor desempenho ocorreu na defesa onde foi sétimo melhor atleta no fundamento,e ainda foi o décimo melhor atleta no fundamento da recepção.
Em sua segunda temporada consecutiva pelo Sada Cruzeiro, Lucas, disputou em 2011 o Campeonato Mineiro,  tanto juvenil quanto adulto e novamente foi vice-campeão e bicampeão, respectivamente, além destes resultados foi vice-campeão do Campeonato Metropolitano Juvenil neste mesmo ano e bicampeonato do Torneio Internacional UC Irvine e conquista seu primeiro título da Superliga Brasileira A 2011-12.
Transfere-se na temporada seguinte para o Vivo/Minas, este arquirrival do Sada Cruzeiro,  e é vice-campeão mineiro em 2012 e foi quarto colocado da Superliga Brasileira A 2012-13.Em 2013 foi convocado para Seleção de Novos para disputar a Copa Pan-Americana sediada na Cidade do México-México e conquistou a medalha de ouro da edição, vestiu a camisa#22 registrando  1 ponto na fase de classificação.
Ainda em 2013 disputou e conquistou o ouro na primeira edição do Campeonato Mundial Sub-23, este sediado em Uberlândia-Minas Gerais, vestiu a camisa#6, e nas estatísticas da competição foi o quarto atleta com melhor recepção, também foi vigésimo sétimo maior pontuador, décimo quinto entres os melhores atacantes quadragésimo oitavo colado entre os melhores bloqueadores e o quadragésimo primeiro atleta entres os melhores defensores.
Em 2013  encerrar o ano dourado para Lucas pela seleção, de forma surpreendente foi  convocado para integrar a equipe que disputou  edição da Copa dos Campeões no Japão pela seleção principal, conquistando o ouro.Na temporada 2013-14 foi vice-campeão mineiro de 2013 e medalha de prata no  Campeonato Sul-Americano de Clubes de 2013 e chegou a semifinal da Superliga Brasileira A 2013-14, finalizando na quarta posição.
Esteve pelo Vivo/Minas na disputa do Campeonato Sul-Americano de Clubes de 2014, sediado em Belo Horizonte, ocasião que finalizou com a medalha de bronze.Pela primeira vez passou atuar em um clube estrangeiro, foi contratado pelo clube polonês:ZAKSA Kędzierzyn-Koźle na temporada 2014-15 e contribuiu para classificação do clube em sétimo lugar a disputar a fase de playoffs.
Em 2015 foi convocado para Seleção Brasileira para disputar a correspondente Liga Mundial e disputou neste mesmo ano pelo clube ZAKSA a edição da Copa CEV, quando disputou a semifinal em Trentino na Itália ficando na terceira posição, nas estatísticas da edição foi o décimo segundo lugar entre os maiores pontuadores, o décimo entre os melhores atacantes e o décimo sétimo colocado entre os melhores na recepção.
Repatriado em 2015 pela equipe do Vôlei Brasil Kirin/Campinas para as competições de 2015-16
.

## Títulos e resultados
- Superliga Brasileira A: 2021-22
- Superliga Brasileira A:2011-12[1]
- Superliga Brasileira A:2010-11[1]
- Superliga Brasileira A:2012-13[1][2] e 2013-14[25]
- Campeonato Brasileiro de Seleções Infanto-Juvenil (Divisão Especial):2008[6]
- Copa Joinville:2009[1]
- Torneio Internacional UC Irvine:2010[1] e 2011[1]
- Campeonato Mineiro:2010[1] e 2011[1]
- Campeonato Mineiro:2012[1] e 2013[23]
- Campeonato Mineiro Juvenil:2010[1] e 2011[1]
- Campeonato Paulista Juvenil:2009[1]
- Campeonato Paulista Infanto-Juvenil:2008[1]
- Campeonato Paulista Infanto-Juvenil:2009[1]
- Campeonato Metropolitano Juvenil:2011[1]

## Premiações individuais
- MVP da Copa Joinville de 2009[1]
- Melhor Atacante da Copa Joinville de 2009[1]
- 7º Melhor Defensor  do Campeonato Mundial Juvenil de 2011[14]
- 4ª Melhor Recepção do Campeonato Mundial Sub-23 de 2013[18]